# (21568) Evanmorikawa
(21568) Evanmorikawa (1998 RM3) – planetoida z pasa głównego asteroid, okrążająca Słońce w ciągu 3,45 lat w średniej odległości 2,28 j.a. Odkryta 14 września 1998 roku.